# 硬齿鲛属
硬齿鲛属（學名：Ischyodus，源于希腊语ισχύς（ischýs，意为“力量”）和ὀδούς （odoús，意为“牙齿”）），是一类已滅絕的銀鮫、生存於中侏羅紀到早中新世（約1億7600萬年前到2300萬年前）、其化石發現於美洲、歐洲（包括俄羅斯）和新西蘭、已知的種類多達16種、硬齒魚屬可能類似目前的銀鮫類，他們可能捕食魚類、目前也發現過完整化石。